# Leg drop

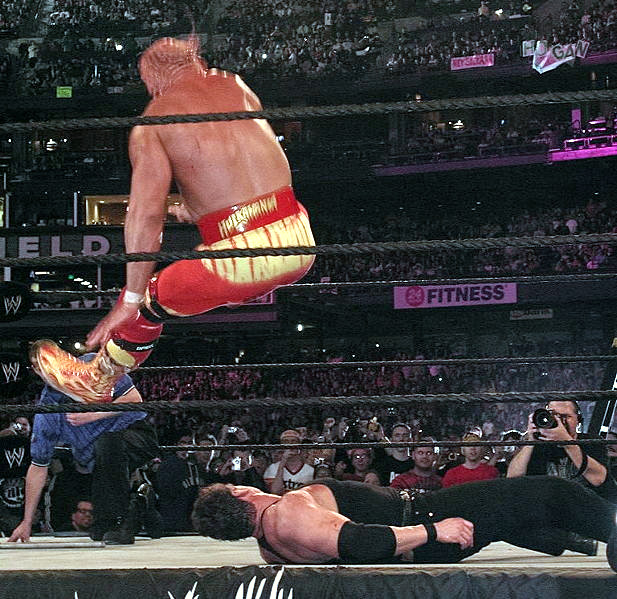
Hulk Hogan exécutant lAtomic leg drop sur Mr. McMahon.

Un Leg drop est une attaque au catch. L'attaque consiste à frapper la tête, la gorge, le cou ou la poitrine d'un l'adversaire à terre en sautant avec la jambe parallèle au sol. C'est la prise de finition de Hulk Hogan qu'il a nommée Atomic leg drop.

## Variantes

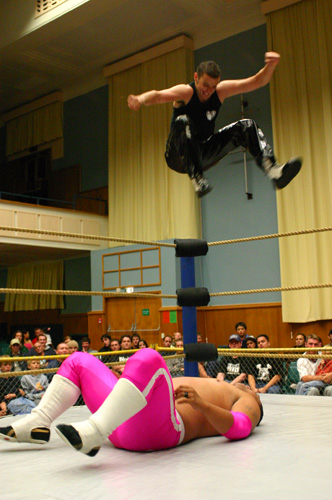
Exemple d'exécution d'un diving leg drop.

### Discus leg drop
L'attaquant saute et fait un tour de 360° avant de frapper le cou, la tête, la gorge ou la poitrine de l'adversaire.

### Diving leg drop
Comme un leg drop mais d'un point élevé. Cette technique est popularisée Grandmaster Sexay qui l'utilisais après avoir enfilé ses lunettes de vols ! Puis elle est reprise par les Hardy Boyz qu'il l'ont nommé Hardy Style mais l'utilise d'un point plus élevée et le plus souvent d'une échelle, une des prises préférées de Matt Hardy et Jeff Hardy qu'ils nomment Extreme Leg Drop. Fandango (Johnny Curtis) lui utilise la leg drop depuis la troisième corde en faisant un saut de plus de la moitié du ring. C'est sa prise de finition, le Maine Jam.John Cena utilise cette prise mais sur la seconde corde et sur la nuque.

### Double leg drop

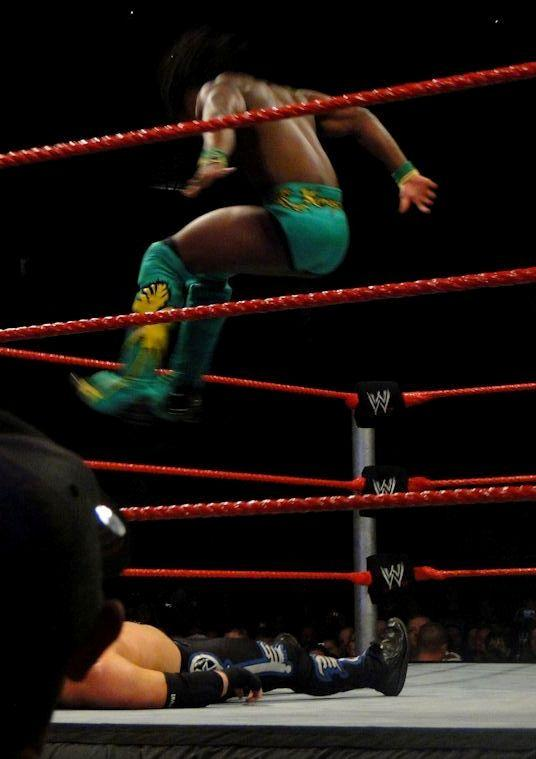
Kofi Kingston exécutant un double leg drop.

L'attaquant saute avec les deux jambes sur le ventre de son adversaire couché sur le dos. Cette prise est utilisée par Kofi Kingston, il la nomme Boom Drop en référence aux gestes qu'il fait pendant que le public hurle "Boom!".

### Guillotine leg Drop
L'adversaire est au bout du ring où sa tête dépasse le ring, l'attaquant lance un leg drop sur l'adversaire qui le « guillotine ». Popularisé par The Undertaker.

### Leapfrog leg drop
Pour mieux comprendre Leapfrog veut dire en français Saute-mouton. L'attaquant est placé sur le poteau du ring ou autre endroit élevé, cela consiste à sauter par-dessus un obstacle essentiellement une échelle les jambes écartées et à l'aide de ses mains pour atterrir en position de leg drop sur l'adversaire, les utilisateurs les plus connus sont Jeff Hardy et Matt Hardy.

### Leg drop bulldog
Popularisé par Billy Gunn sous le nom de Fame asser ou Famouser. Le catcheur fait pencher l'adversaire, saute et attrape la nuque de l'adversaire avec l'intérieur du genou et écrase sa tête au tapis. Il a été ré-utilisé de nos jours par Dolph Ziggler et rarement par Zack Ryder qui l'appelle  Rocker Dropper 
Il existe des variantes aériennes, comme le Diving leg drop bulldog, où l'attaquant monte sur une hauteur élevée (comme un poteau du ring), puis il saute pour exécuter un leg drop bulldog à son adversaire. John Cena utilise sa propre version du leg drop : l'adverdsaire est groggy et sa nuque est visible et proche d'un poteau du ring et l'attaquant saute et exécute le leg drop sur la nuque de l'adversaire.Il existe aussi le three-quarter low dropkick, inventé par Big Daddy V qui, lui est très douloureux. L'Inverted leg drop bulldog consiste pour l'attaquant à appliquer un inverted facelock à l'adversaire, puis il effectue un leg drop forçant l'arrière de la tête de ce dernier à claquer par terre.Variante utilisée par Big Show et Summer Rae.

### Low blow leg drop
L'attaquant prend les jambes de l'adversaire qui est par terre, couché au sol, les écartes et fait un leg drop dans les parties de l'adversaire. Cette prise est utilisée par Jeff Hardy.

### Moonsault leg drop
L'action se déroule comme un moonsault, mais au lieu de terminer sa chuter en splash, le catcheur continue sa rotation pour se trouver dans une position de leg drop.C'est la prise de finition de Too Cold Scorpio qu'il nomme Da Droppin Dime.

### Diving or standing somersault leg drop
L'attaquant fait un saut périlleux, puis conduit sa jambe sur la poitrine ou la gorge de l'adversaire, couché au sol, le dos contre terre, il l'appelle Houston Hangover Coup popularisé par Booker T qui la pratiquait du haut des cordes, appelé alors somersault corkscrew leg drop. C'est également la prise de finition d'Alicia Fox sauf qu'elle ne l'utilise pas depuis le haut des cordes, mais à terre, debout au-dessus de son adeversaire, elle le nomme "Fox Trot".

### Springboard leg drop
L'attaquant saute sur les cordes puis effectue un leg drop sur son adversaire allongé par terre.
Les utilisateurs les plus connus sont Rey Mysterio et les Hardy Boyz.